# 費爾代爾 (印第安納州)
費爾代爾（英語：Fairdale）是位於美國印地安納州哈里森縣的一個非建制地區。